# Гвоздика песчаная
Гвозди́ка песча́ная — вид многолетних травянистых растений рода Гвоздика семейства Гвоздичные (Caryophyllaceae). Иногда встречается под устаревшим синонимичным названием Гвоздика Крыло́ва (лат. Diānthus arenārius). 

## Ботаническое описание
Многолетнее растение. Высота от 10 до 30 см. Образует плотную дерновинку, с бесплодными, густо олиственными, укороченными прикорневыми побегами. Цветоносные стебли прямые или восходящие, простые или наверху ветвистые, голые, сизоватые или зеленоватые.
Листья бесплодных побегов линейные или ланцетовидно-линейные, длинной от 1,5 до 3,5 см и до 2 мм шириной, прямые или серповидно изогнутые, на нижней поверхности шероховатые, стеблевые листья более мелкие.
Цветки одиночные или в числе нескольких. Чашечка цилиндрическая, длинной до 2 см, с заостренными зубцами. Прицветные чашелистики в числе 4, яйцевидные с коротким остроконечием, прикрывающие четверть чашечки. Лепестки белые, реже розоватые, пластинка их глубоко бахромчато-разделенная на линейно-нитевидные доли, на верхней стороне с волосками, зеленоватым пятном и пурпуровыми точками.
Цветение с июля по сентябрь. Размножение преимущественно семенное, вегетативное размножение существенной роли не играет.

## Распространение и экология
Европейский вид. Ареал — европейская часть России, Предкавказье, Центральная Европа.
Как правило, предпочитает расти в лесной местности на открытых боровых песках, обильно развиваясь на светлых местах — на опушках, полянах, можжевёловых пустошах и вырубках, образуя плотные, до 40 см в диаметре, сообщества, под пологом деревьев растения встречаются в меньшем количестве.
Растения с ярко выраженными признаками ксероморфизма, даже в период жестокой засухи не снижает общей продуктивности. Размножается вегетативно.

## Значение и применение
Цветки привлекают многочисленных насекомых опылителей, но не все они могут достать нектар из глубокой цветочной трубки. Доступен нектар бабочкам, а иногда шмелям. Продуктивность нектара одним цветком при благоприятных условиях 0,5—1,2 мг.
Поедается крупно рогатым скотом, овцами и лошадьми. В корнях и цветках обнаружены сапонины.
При анализе цветков, листьев и стеблей алкалоиды не обнаружены.

## Охрана
Включена в Красные книги следующих субъектов РФ: Владимирская область, Вологодская область, Ивановская область, Калужская область, Республика Карелия, Кировская область, Костромская область, Ленинградская область, Липецкая область, Республика Марий Эл, Республика Мордовия, Московская область, Мурманская область, Пензенская область, Пермский край, Псковская область, Рязанская область, Санкт-Петербург, Тверская область, Тульская область, Чеченская Республика, Чувашская республика, Ярославская область.

## Классификация

### Таксономия
Dianthus arenarius L., 1753, Sp. Pl.: 412
Вид Гвоздика песчаная относится к роду Гвоздика (Dianthus) семейства Гвоздичные (Caryophyllaceae) порядка Гвоздичноцветные (Caryophyllales). Кладограмма в соответствии с Системой APG IV по состоянию на декабрь 2023 года:
|  |                                      |  |                                   |                                   |                      |  | ещё 40 семейств | ещё 40 семейств |                   |  |                         |  | еще 409 подтвержденных видов и 21 вид, ожидающий подтверждения | еще 409 подтвержденных видов и 21 вид, ожидающий подтверждения |  |
|  |                                      |  |                                   |                                   |                      |  | ещё 40 семейств | ещё 40 семейств |                   |  |                         |  | еще 409 подтвержденных видов и 21 вид, ожидающий подтверждения | еще 409 подтвержденных видов и 21 вид, ожидающий подтверждения |  |
|  |                                      |  |                                   | порядок Гвоздичноцветные          |                      |  |                 |                 | род Гвоздика      |  |                         |  |                                                                |                                                                |  |
|  |                                      |  |                                   | порядок Гвоздичноцветные          |                      |  |                 |                 | род Гвоздика      |  | 4 внутривидовых таксона |  |                                                                |                                                                |  |
|  | отдел Цветковые, или Покрытосеменные |  |                                   |                                   | семейство Гвоздичные |  |                 |                 | Гвоздика песчаная |  |                         |  |                                                                |                                                                |  |
|  | отдел Цветковые, или Покрытосеменные |  |                                   |                                   |                      |  |                 |                 |                   |  |                         |  |                                                                |                                                                |  |
|  |                                      |  | ещё 63 порядка цветковых растений | ещё 63 порядка цветковых растений |                      |  |                 | еще 97 родов    | еще 97 родов      |  |                         |  |                                                                |                                                                |  |
|  |                                      |  |                                   | ещё 63 порядка цветковых растений |                      |  |                 |                 | еще 97 родов      |  |                         |  |                                                                |                                                                |  |

### Внутривидовые таксоны
- Dianthus arenarius subsp. arenarius
- Dianthus arenarius subsp. borussicus Vierh.
- Dianthus arenarius subsp. pseudoserotinus (Blocki) Tutin
- Dianthus arenarius subsp. pseudosquarrosus (Novák) Kleopow

### Синонимы
- Dianthus arenarius var. glaucus Blocki
- Dianthus arenarius var. suecicus Novák
- Dianthus krylovianus Juz.
- Silene arenaria (L.) E.H.L.Krause
- Tunica arenaria (L.) Scop.